# Poor Righteous Teachers
Poor Righteous Teachers est un groupe américain de hip-hop, fondé en 1989 à Trenton, New Jersey. Souvent appelé PRT par ses fans, Poor Righteous Teachers est connu comme un groupe de hip-hop pro-noir, avec un contenu musical inspiré des enseignements de la Five-Percent Nation . Wise Intelligent, en tant que MC principal, est le membre le plus visible et le plus connu du groupe. Culture Freedom assure les chœurs et la production, et Father Shaheed est le DJ et le producteur. Le groupe se sépare en 1996.

## Biographie
Poor Righteous Teachers est fondé par trois amis, Wise Intelligent, Culture Freedom et DJ Father Shaheed, originaires de Trenton, qui se connaissent depuis l'âge de 11 ans. Le nom du groupe est une référence à l'organisation afro-américaine Five-Percent Nation. La musique du groupe est influencée par le multiculturalisme présent à Trenton. Wise Intelligent est le chanteur principal, Culture Freedom est à la production et aux chœurs et, DJ Father Shaheed est DJ et producteur.
PRT fait ses débuts en 1989 avec la sortie du single Time to Say Peace. Le trio sort son premier album, Holy Intellect, en 1990, au milieu d'un certain nombre d'albums également pro-Noirs tels que Fear of a Black Planet de Public Enemy, To the East, Blackwards de X-Clan (en) et One for All de Brand Nubian. Bien qu'il n'ait pas connu le même succès commercial que ces albums, Holy Intellect est acclamé par la critique, et produit le seul grand succès radiophonique du groupe, Rock Dis Funky Joint. Le nom du titre est tiré d'une réplique du film de Spike Lee, Do the Right Thing. PRT participe également à l'album de King Sun, sorti en 1990, Righteous but Ruthless.
PRT revient en 1991 avec son deuxième album, Pure Poverty, qui n'a pas le même succès commercial que le premier, ni la même reconnaissance. Le single principal Shakiyla (JRH) devient un petit succès rap cette année-là. Le troisième album du groupe, et peut-être le plus réussi à ce jour, Black Business, sort en 1993. Les ventes sont encore une fois limitées, mais l'album est un succès critique. Le premier single de l'album, Nobody Move, n'est que très peu diffusé à la radio.
Après une pause de trois ans, PRT publie, en 1996, son quatrième album, The New World Order, avec comme invités les Fugees, KRS-One, Nine, Brother J de X-Clan et Junior Reid. L'album n'atteint pas le classement du Billboard 200 et le single principal de l'album, Word Iz Life, parvient à peine à atteindre le classement Hot Rap Singles, se classant à la position la plus basse du classement, la 50e. Malgré le manque d'attention, l'album, comme les précédents, est salué par la critique,.
En 2001, Poor Righteous Teachers sortent un album underground rare : Declaration of Independence. En 2006, Cha-Ching Records sort Rare & Unreleased, une compilation de chansons et de remixes rares de Poor Righteous Teachers.
Father Shaheed meurt le 26 mai 2014 dans un accident de moto.

## Discographie

### Albums
| Date de sortie                           | Album               | Classement | Classement | Classement |
| Date de sortie                           | Album               | US         | US Hip-Hop |            |
| ---------------------------------------- | ------------------- | ---------- | ---------- | ---------- |
| 29 mai 1990                              | Holy Intellect      | 142        | 17         |            |
| 3 septembre 1991                         | Pure Poverty        | 155        | 23         |            |
| 14 septembre 1993                        | Black Business      | 167        | 29         |            |
| 15 octobre 1996                          | The New World Order | —          | 57         |            |
| — indique que l'album n'a pas été classé |                     |            |            |            |

### Singles
| Année | Titre                | Album               | Classement            | Classement    | Classement          | Classement |
| Année | Titre                | Album               | Hot R&B/Hip-Hop Songs | Hot Rap Songs | Dance Singles Sales |            |
| ----- | -------------------- | ------------------- | --------------------- | ------------- | ------------------- | ---------- |
| 1989  | Time to Say Peace    | single uniquement   | -                     | -             | -                   |            |
| 1990  | Rock Dis Funky Joint | Holy Intellect      | 17                    | 4             | -                   |            |
| 1990  | Holy Intellect       | Holy Intellect      | 71                    | 16            | -                   |            |
| 1991  | Shakiyla [JRH]       | Pure Poverty        | 61                    | 9             | -                   |            |
| 1992  | Easy Star            | Pure Poverty        | -                     | -             | -                   |            |
| 1993  | Nobody Move          | Black Business      | 98                    | -             | 48                  |            |
| 1996  | Conscious Style      | The New World Order |                       | -             | -                   |            |
| 1996  | Word Iz Life         | The New World Order |                       | 50            | -                   |            |
| 2001  | I Swear Ta God       | single uniquement   |                       | -             | -                   |            |